# Nova TV
Nova TV je první soukromá chorvatská televizní společnost se sídlem v Záhřebu v městské části Remetinec. Televize začala vysílat 28. května 2000. Od roku 2004 do roku 2018 patřila do skupiny CME, která vlastní českou TV Nova. Od 1. srpna 2018 je vlastníkem United Group. Většinu vysílacího času televize vyplňují filmy, seriály, reality show a zpravodajství. Kanál vysílá 24 hodin denně (168 hodin týdně).
Sesterskými kanály jsou Doma TV, Mini TV, Nova World, NOVA PLUS FAMILY a NOVA PLUS CINEMA. Nova TV v Chorvatsku provozuje i internetový kanál Oyo.

## Program

### Zpravodajství
- Vijesti Nove Tv - podvečerní zpravodajství v 17:00
- Dnevnik Nove Tv - hlavní relace v 19:00
- Večernje vijesti - relace ve 23:00 vysílaná pondělí - čtvrtek.
- Provjereno - publicistika

### Zábavné relace a reality show
- Tvoje lice zvuči poznato - reality show, v Česku známa pod názvem Tvoje tvář má známý hlas
- Farma - reality show, vysílaná i v ČR
- IN Magazín - publicistika
- Nad lipom 35 - zábavný pořad

### Seriály
- Ponovno roden
- Zlatni dvori
- Lud, zbunjen, normalan
- Andeli

### Filmy
Filmy všech druhů a žánrů, většinou o víkendech v prime-time.

### Magazíny
- Bez kočnica - publicistika
- Informer - publicistika

### Dětský blok
Dětský blok trvá ve všední den cca od 6:00 do 6:30 a o víkendech cca od 8:20 do 10:00.
- Robocar Poli
- Winx Club (Winx Club)
- Peppa Pig (Prasátko Peppa)
- Mia i ja (Mia a já)